# Raheem Sterling
Raheem Shaquille Sterling MBE (* 8. Dezember 1994 in Kingston, Jamaika) ist ein englischer Fußballspieler. Der Außenstürmer steht beim FC Chelsea unter Vertrag und spielt für die englische Nationalmannschaft.

## Vereinskarriere

### FC Liverpool

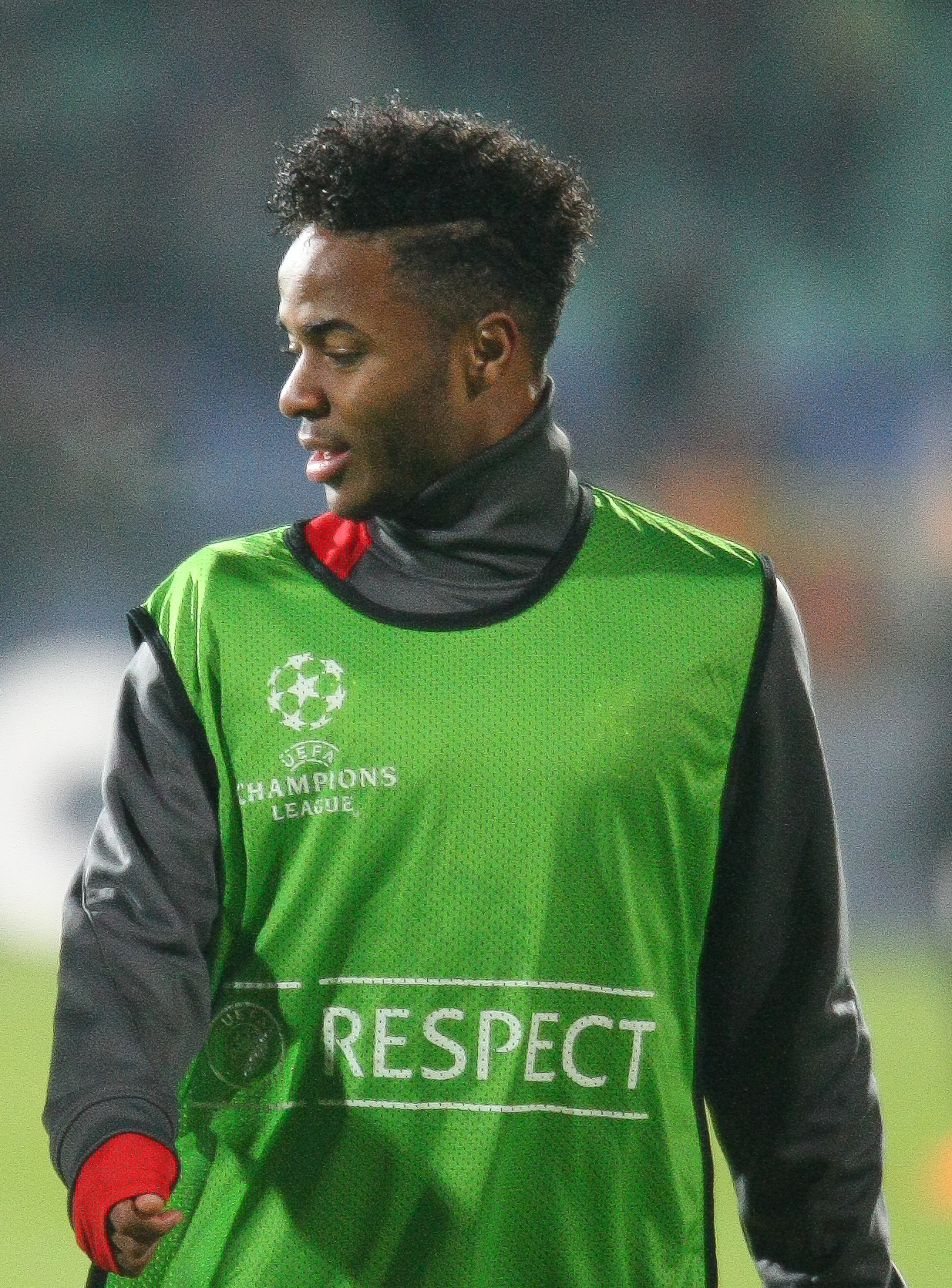
Sterling beim FC Liverpool (2014)

Sterling wechselte im Februar 2010 aus der Jugendabteilung der Queens Park Rangers zu den Junioren des FC Liverpool. Am 24. März 2012 debütierte er für die Profimannschaft des FC Liverpool in der Premier League gegen Wigan Athletic. Er war mit 17 Jahren und 107 Tagen der zweitjüngste Spieler, der für Liverpool in der Premier League zum Einsatz kam. Er kam auch gegen den FC Fulham und gegen den FC Chelsea am letzten Spieltag der Saison 2011/12 zum Einsatz. Ab der Spielzeit 2012/13 stand er fest im Profikader von Liverpool und trug die Rückennummer 31. Im August 2012 hatte Sterling seinen ersten internationalen Einsatz, als er Qualifikationsspiel zur UEFA Europa League 2012/13 gegen den FK Homel für Joe Cole eingewechselt wurde. In der folgenden Woche schoss er sein erstes Tor für den FC Liverpool im Freundschaftsspiel gegen Bayer 04 Leverkusen. Sein Debüt in der Startelf gab er am 23. August gegen Heart of Midlothian. Drei Tage später stand er auch erstmals in der Premier League in der Startelf gegen Manchester City. Am 8. Spieltag der Saison 2012/13 schoss Sterling sein erstes Tor und gleichzeitig auch den Siegtreffer gegen den FC Reading. Insgesamt absolvierte Sterling für Liverpool 95 Ligaspiele, in denen er 18 Tore erzielte.

### Manchester City
Zur Saison 2015/16 wechselte Sterling zum Ligakonkurrenten Manchester City. Er unterschrieb einen Vertrag mit einer Laufzeit bis zum 30. Juni 2020. Nach sechs Toren in der Saison 2015/16 und sieben Toren in der Saison 2016/17 stellte er mit 18 Toren in der Saison 2017/18 einen neuen persönlichen Bestwert in der Premier League auf.

### FC Chelsea
Zur Saison 2022/23 wechselte Sterling zum FC Chelsea, bei dem er einen Vertrag bis zum 30. Juni 2027 unterschrieb. Für die Saison 2024/25 war er an den FC Arsenal ausgeliehen.

### FC Arsenal (Leihe)
In der Saison 2024/25 war er an den FC Arsenal vom FC Chelsea verliehen. In der Premier League bereitete Sterling bei 17 Einsätzen zwei Tore vor und in der Champions League legte er in sechs Spielen ebenfalls zwei Treffer vor.

## Nationalmannschaftskarriere
Sterling bestritt Länderspiele für die U-16-, U-17-, U-19- und U-21-Nationalmannschaft Englands. Er hätte auch für sein Geburtsland Jamaika spielen können. Am 10. September 2012 wurde er erstmals für die A-Nationalmannschaft Englands für ein Qualifikationsspiel zur WM 2014 in Brasilien nominiert, kam jedoch nicht zum Einsatz. Am 14. November 2012 debütierte er im Freundschaftsspiel gegen Schweden. Er wurde in den Kader der Engländer zur Weltmeisterschaft in Brasilien berufen und bestritt in der Auftaktbegegnung der Engländer gegen Italien sein erstes WM-Spiel. Sein erstes Tor für die A-Nationalmannschaft erzielte Sterling am 27. März 2015 beim 4:0-Sieg über Litauen in der Qualifikation für die Fußball-Europameisterschaft 2016.
Bei der Fußball-Europameisterschaft 2016 in Frankreich wurde Sterling in das englische Aufgebot aufgenommen. In drei der vier Spiele Englands im Turnier stand er in der Startaufstellung; Im Achtelfinale gegen Island wurde Sterling nach wenigen Minuten im Strafraum gefoult, der folgende Elfmeter brachte sein Team zunächst in Führung. Das Spiel wurde mit 1:2 verloren und England schied aus.
Auch bei der Weltmeisterschaft 2018 in Russland gehörte er dem 23-köpfigen Aufgebot der englischen Nationalmannschaft an. Er bestritt sechs der sieben Spiele, wobei ihm eine Torvorlage gelang. Die englische Nationalmannschaft unterlag im Spiel um Platz drei mit 2:0 gegen Belgien.
Nach 27 Spielen ohne Torerfolg im Nationalteam gelang ihm beim 3:2-Sieg gegen Spanien in der UEFA Nations League ein Doppelpack.
Im Jahr 2021 wurde er in den englischen Kader für die Europameisterschaft 2021 berufen, der das Finale gegen Italien im Elfmeterschießen im heimischen Wembley-Stadion verlor. Im Turnier erzielte Sterling drei Tore (darunter den 1:0-Führungstreffer im Achtelfinale gegen Deutschland) und kam in allen Spielen zum Einsatz. Anschließend wurde der Flügelspieler in das Team des Turniers gewählt.
Im Jahr 2022 wurde Sterling in den englischen Kader für die Fußball-WM in Katar berufen. Er stand in den Gruppenspielen gegen Iran und USA in der Startelf und konnte 6:2 gegen den Iran je ein Tor selber schießen und vorbereiten. Im Viertelfinale gegen Frankreich kam er nach zwei Spielen ohne Einsatz kurz vor Ende in die Partie, konnte das Aus beim 1:2 aber nicht mehr verhindern.

## Erfolge und Auszeichnungen
England
- Meister (4): 2018, 2019, 2021, 2022 (alle Manchester City)
- Pokalsieger: 2019 (Manchester City)
- Ligapokalsieger (5): 2016, 2018, 2019, 2020, 2021 (alle Manchester City)
- Supercupsieger (2): 2018, 2019 (alle Manchester City)

Individuelle Auszeichnungen
- Nominierung für den Ballon d’Or: 2019 (12. Platz), 2021 (15.)
- PFA Team of the Year: 2018/19 (Premier League)
- Englands Fußballer des Jahres: 2019 (Journalistenwahl)
- Englands Jungprofi des Jahres: 2019
- Wahl in das Team des Turniers der Europameisterschaft 2021
- Golden Boy: 2014

## Verschiedenes
In der Filmkomödie Der Spion und sein Bruder aus dem Jahr 2016 übernahm Sterling eine kleine Nebenrolle, in der er sich selbst spielte.